# Balística

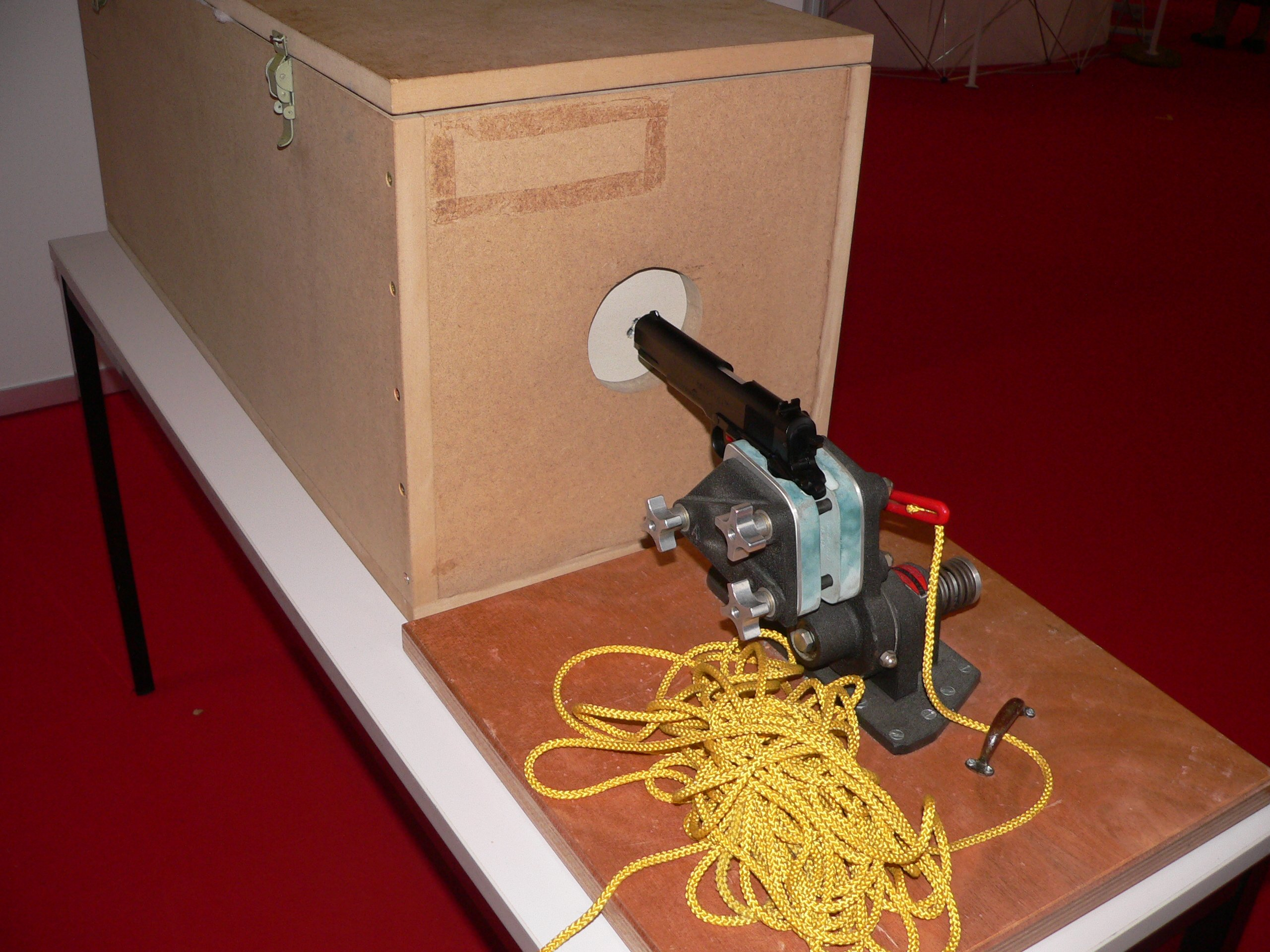
Aparelho usado na criminalística para determinar a balística de uma arma de fogo.

Balística (do grego "ballista"), originalmente uma ciência militar que estudava grandes arcos para arremessar pedras sobre os inimigos, hoje em dia é considerada a ciência que estuda o movimento dos projéteis, especialmente das armas de fogo, seu comportamento no interior destas e também no seu exterior, como a trajetória, impacto, marcas, explosão, etc., utilizando-se de técnicas próprias e conhecimentos de física e química, além de servir a outras ciências.

## Tipos
Pode-se analisar o movimento de balística como uma composição de movimentos. Desconsiderando forças de caráter dissipativos, na vertical, o projétil está exposto a um movimento retilíneo uniformemente variado em decorrência da aceleração da gravidade. Na horizontal, o projétil está exposto a um movimento uniforme uma vez que não há aceleração na horizontal. Apesar de tudo, a balística é uma ciência tudo menos linear, com inúmeras variáveis.
A Balística "clássica" se subdivide em três tipos: a "balística interna" que envolve os processos dentro de uma arma de fogo quando ela é disparada envolvendo tanto a arma quanto o cartucho. A "balística externa" que envolve o estudo do movimento de projéteis em voo e as características de voo desse projétil. E a "balística terminal" que estuda os projéteis à medida que atacam, penetram e - no caso de uso militar, de segurança ou de caça - incapacitam ou matam o alvo. Em termos simples:
1. Balística interna, estuda os fenômenos que ocorrem dentro da arma de fogo.
2. Balística externa, estuda o comportamento do projétil quando ele se desloca pelo ar.
3. Balística terminal, estuda o comportamento do projétil quando ele atinge e penetra o alvo.

Atualmente, um quarto tipo de balística está sendo também aplicado nessa área:
- A "balística intermédia" ou "de Transição", que estuda o comportamento do projétil quando ele sai do cano da arma mas inda está sob influência dos gases remanescentes do disparo.

## História

### Antecedentes
Quando as armas de fogo foram desenvolvidas na Europa no século XIV o que se conhecia sobre a física dos projéteis não era o que conhecemos hoje em dia devido a Galileu e Newton, mas sim os conceitos que foram levantados por Aristóteles 1700 anos antes.
O advento do canhão, foi fundamental para o desenvolvimento dos estudos sobre balística que resultaram nos conhecimentos que temos hoje em dia sobre a dinâmica dos projéteis, pois era necessário ter algum entendimento sobre isso para lançar projéteis por sobre os muros das cidades, e mais do que o posicionamento da boca do canhão, a quantidade de pólvora utilizada influenciava fortemente o resultado do tiro.
A primeira representação conhecida do comportamento de um projétil depois de disparado remonta ao livro "Nova Scientia" de Niccolò Tartaglia publicado em 1537, apesar de historiadores afirmarem que Giovanni di Casali e Nicole d'Oresme terem sido os primeiros a traçarem gráficos das variáveis das trajetórias entre meados e final da década de 1340, Tartaglia é tido como sendo o "fundador da teoria dos armamentos".
As principais afirmações/questionamentos de Aristóteles que contribuiram para a evolução dos estudos de balística foram:
1. "Tudo que está em movimento é movido por algo."
2. "Se tudo que está em movimento é movido por alguma coisa, como algumas coisas, por exemplo os projéteis, continuam a se mover quando já não estão em contacto com o agente que os moveu?"
3. "Todo movimento é natural ou forçado, e a força acelera o movimento natural e é a única causa do movimento não natural. Em ambos os casos, o ar é empregado como uma espécie de instrumento da ação ... essa é a razão pela qual um objeto posto em movimento por compulsão continua em movimento mesmo que o que causou o movimento se separe dele."

Registros de investigações e cálculos sobre resistência do ar em relação ao movimento de projéteis remontam a 1687, passam pelo século XVIII com os estudos e medições feitas por Benjamin Robins (1707-1751) e chegaram a 1812, quando Daniel Bernoulli, afirma que a resistência do ar é suficiente para reduzir a altura que uma bala de canhão pode ascender de 58 750 pés (17 900 metros) para 7 819 pés (2 380 metros).

### Evolução
Foi só 150 anos depois de Tartaglia, que Newton publicou suas ideias em 1687. Isaac Newton estudou o movimento dos corpos, e a interferência do ar e da água. Newton descobriu que a resistência do ar ao movimento de um projétil, era aproximadamente proporcional ao quadrado da velocidade a que o mesmo se desloca, tendo postulado "três leis" sobre isso.